# Riu de Marimanya
El Riu de Marimanya, en occità Arriu de Marimanha, és un barranc que discorre pràcticament sempre a cavall del terme municipal de Naut Aran (Vall d'Aran, Occitània, dins dels antics termes de Gessa i Tredòs) i d'Alt Àneu, (Pallars Sobirà), dins de l'antic terme d'Isil.
Neix a dins de la Vall d'Aran, als Lacs de Marimanha, des d'on gira breument cap al nord-est, i de seguida esdevé limítrof de la manera esmentada més amunt. S'adreça cap al nord-est i nord, deixant a llevant les Pales de Marimanya, més endavant deixa a ponent les Raspes de Marimanha i a llevant el Bosc de Marimanya, i passa per sota el Pont de Marimanya, just al nord del qual s'aboca en la Noguera Pallaresa.